# Fran Kovačič
Fran Kovačič, slovenski rimskokatoliški duhovnik, filozof, teolog in zgodovinar, * 25. marec 1867, Veržej, † 19. marec 1939, Maribor.
Kovačič je eden najpomembnejših slovenskih filozofov prve polovice 20. stoletja in avtor prvega znanstvenega filozofskega dela v slovenščini.

## Življenjepis
Rodil se je v kmečki družini očetu Francu in materi Tereziji (rojena Rantaša). Gimnazijo je obiskoval v Varaždinu in Zagrebu, teologijo v Zagrebu in Mariboru. V duhovnika je bil posvečen 1894 pri Svetem Juriju v Slovenskih goricah. Služboval je od avgusta do konca 1894 kot kaplan in do 11. maja 1895 kot provizor na Spodnji Polskavi, potem do jeseni kot provizor v Studenicah. Od jeseni 1895 do junija 1897 je študiral filozofijo v Rimu kjer je diplomiral in doktoriral na rimski dominikanski Univerzi St. Maria supra Minervam. Nato je bil pomožni duhovnik v Studenicah. 1. oktobra 1897 se je zaposlil kot redni profesor za filozofijo in fundamentalno teologijo na mariborskem Bogoslovnem učilišču.
Poleg filozofsko-teološkega dela se je posvečal preučevanju zgodovine; v tej funkciji je sodeloval kot izvedenec za etnično mejo v sklopu jugoslovanske diplomatske delegacije na pariški mirovni konferenci leta 1919.
Med letoma 1897 in 1909 je bil urednik teološke revije Voditelj v bogoslovnih vedah. Kot cenzor je ocenil nove prekmurske katoliške nabožne knjige, kot Molite bratje! Jožefa Radohe in Jožefa Sakoviča. Ker je bil Prlek, je dobro razumel prekmurščino in je podpiral izdajanje prekmurskih knjig.
24. septembra 1937 mu je Mestna občina Maribor kot 'nestorju mariborskih kulturnih delavcev' podelila prvo Slomškovo nagrado.

## Dela

### Filozofija
- Občna metafizika ali Ontologija (1905); (COBISS), (COBISS)
- Kritika ali noetika : nauk o spoznanju (1930); (COBISS)

### Zgodovina
- Cerkveni zvonovi v Lavantinski škofiji (1907-1908); (1908) (COBISS)
- Pogrebni govor vzglednemu kristjanu Antonu Puščenjak tržanu v Veržeju (1909); (COBISS)
- Trg Središče: Krajepis in zgodovina: Z zemljevidom središke občine, z desetimi slikami v tekstu in 24 tablicami (1910); (COBISS), (COBISS)
- Nadžupnija Sv. Križa pri Rogaški Slatini: Zgodovinski podatki (1914); (COBISS)
- Maribor in bodoča državna meja (1916); (COBISS)
- Katoliško tiskovno društvo in Cirilova tiskarna v Mariboru (1917); (COBISS)
- La Styrie: la Question du Prekmurje, de la Styrie et de la Carinthie (1919); (COBISS)
- Doctor Angelicus sv. Tomaž Akvinski (1923); (COBISS), (COBISS)
- Petovij in Celeja v starokrščanski dobi (1923); (COBISS)
- Ljutomer: Zgodovina trga in sreza (1926); (COBISS)
- Slovenska Štajerska in Prekmurje: Zgodovinski opis (1926); (COBISS)
- Zgodovina Lavantinske škofije: (1228-1928) (1928); (COBISS)
- Služabnik božji Anton Martin Slomšek, knezoškof lavantinski (1934-1935); (COBISS), (COBISS)
- Anton Martin Slomšek (1936); (COBISS)
- Franjo Baš: Prelat (1939); (COBISS)

### Drugo
- Alkoholizem (1915; (COBISS)